# Manawatu United
Il Manawatu United fu un club calcistico neozelandese di Palmerston North.
Fondato nel 2004 come YoungHeart Manawatu, militava nel campionato nazionale di prima divisione e fino al 2008 disputò gli incontri interni all'Arena Manawatu; dal 2008 si trasferì al Memorial Park e nel 2014 cambiò nome in Manawatu United.
Dopo il ridimensionamento del campionato neozelandese e il ritiro della licenza, il club chiuse nel 2015.
Il suo miglior risultato sono due secondi posti consecutivi nelle stagioni regolari dei campionati 2005-2006 e 2006-2007.

## Palmarès

### Altri piazzamenti
- Campionato neozelandese:

Terzo posto: 2006-2007
- OFC Champions League:

Semifinalista: 2006